# Doom Resurrection
Doom Resurrection est un jeu vidéo de type rail shooter sortie le 5 août 2009 sur iPhone et iPod Touch disponible sur l'App Store.
Développé sur la base visuelle de Doom 3, le titre exploite les caractéristiques de la machine en proposant une jouabilité partagée entre l'écran tactile et l'accéléromètre. Le joueur doit ainsi bouger son iPhone pour faire pivoter le curseur dans le jeu.